# طاهر خوشنویس تبریزی
طاهر خوشنویس تبریزی (۱۳۵۵ – ۱۲۶۷ خورشیدی) فرزند «عبدالرحمن» از نسخ‌نویسان صاحب‌نام معاصر است که در روستای هلق بخش سیه‌رود شهرستان جلفا در استان آذربایجان شرقی زاده شد. او کاتب بسیاری از قرآن‌های چاپی، نهج‌البلاغه، کتاب‌های دعا و کتب دیگر است.

## لقب
خوشنویس تبریزی هرچند از نظر قدرت قلم و هنر خوشنویسی سرآمد نبود؛ اما به دلیل تحریر قرآن در دفعات مکرر و سایر کتب مذهبی که در شمارگان زیاد چاپ و منتشر شد، در این زمینه شهرت به‌سزایی یافت و به طاهر خوشنویس مشهور شد. از قرآن‌های ماندگار او، قرآن عظیم با ترجمه و خلاصهٔ تفسیر فیض‌الاسلام است که متن به خط نسخ و ترجمه به خط نستعلیق است.

## تحصیل و تدریس
خوشنویس تبریزی ابتدا نزد پدر، تحصیلات مقدماتی و قرائت قرآن را آموخت. سپس به مکتب رفت و با صرف و نحو عربی نیز آشنا شد. او از سال ۱۲۸۵ تا سال ۱۳۳۴ خورشیدی به مدت حدود ۵۰ سال در مدارس تبریز به آموزش خوشنویسی مشغول بود.

## تألیفات
خوشنویس تبریزی وقتی تنها ۹ سال داشت، جزء ۳۰ قرآن را به خط خوش نوشت و در ۱۴ سالگی، کتاب معالم را کتابت کرد. او از سال ۱۲۸۲ خورشیدی شروع به نگاشتن نخستین جلد کامل قرآن نمود و در سال ۱۲۸۶ خورشیدی آن را تمام کرد؛ البته ۲۴ جلد دیگر از قرآن را هم نوشت که کتابت واپسین جلدش در سال ۱۳۵۳ خورشیدی پایان یافت. کل خوشنویسی‌های خوشنویس تبریزی به بیش از ۲۰۰ جلد می‌رسد که از آن جمله‌اند:
- قرآن (۲۵ جلد)
- نهج‌البلاغه
- صحیفهٔ سجادیه
- مکاسب
- منتهی‌الآمال
- جامع المقدمات
- شرح جامی
- علم رجال
- کفایة الاصول
- معالم

## مرگ و مدفن
طاهر خوشنویس در سال ۱۳۵۵ خورشیدی در تهران دیده بر جهان فروبست و ابتدا در بهشت زهرا دفن گردید؛ اما در ۱۰ بهمن ۱۳۸۴ خورشیدی و بعد از ۲۹ سال، پیکرش به مقبرةالشعرای تبریز منتقل شد و در این مکان آرام گرفت.